# Romane Bohringer
(Romane Bohringer, in un'intervista rilasciata il 7 settembre 2001 a  Le Figaro )
Romane Bohringer (Pont-Sainte-Maxence, 14 agosto 1973) è un'attrice francese, attiva in campo cinematografico, televisivo e teatrale.

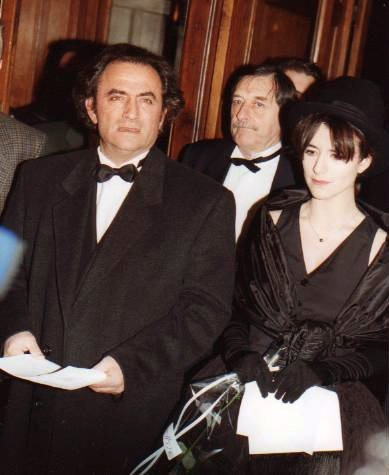
Romane Bohringer con il padre Richard alla cerimonia per la consegna dei Premi César del 1993

Tra i film in cui ha recitato, si ricordano: Notti selvagge (1992), Mina Tannenbaum (1994), Poeti dall'inferno (1995), L'immagine del desiderio (1997), E morì con un felafel in mano (2001), principalmente in ruoli di giovani donne alle prese con le pene d'amore.

## Biografia
Romane Bohringer è nata a Pont-Sainte-Maxence, nel dipartimento francese dell'Oise, il 14 agosto 1973, figlia dell'attore Richard Bohringer, di origine tedesca per parte paterna, e dell'attrice Marguerite Bourry, nata a Saigon, nell'allora Indocina francese (oggi Ho Chi Minh, in Vietnam), da padre còrso e madre vietnamita. Sua sorella è l'attrice Lou Bohringer.

I genitori l'hanno chiamata Romane in onore del regista Roman Polański, di cui sono grandi ammiratori

### Carriera
Ha fatto il proprio esordio sul grande schermo a soli 10 anni nel film La bête noire (1983) di Patrick Chaput, dove ha recitato al fianco del padre. È tornata ancora al fianco del padre nei film Folie suisse (1985) e Kamikaze (1986). In seguito, ha ottenuto la parte di Miranda ne La tempesta, opera teatrale di William Shakespeare, diretta da Peter Brook. Nel 1992 ha recitato nel film Notti selvagge di Cyril Collard, dove ha interpretato il ruolo di una donna che intreccia una relazione con un uomo bisessuale sieropositivo, ruolo che le è valsa la fama anche oltreoceano e alcuni premi, tra cui il Premio César per la migliore promessa femminile.
Nel 1994 è stata la protagonista nel film  Mina Tannenbaum di Martine Dugowson e nel 1995 è stata protagonista, al fianco di David Thewlis e Leonardo DiCaprio, del film Poeti dall'inferno di Agnieszka Holland, dove ha interpretato il ruolo di Mathilde, la moglie di Paul Verlaine (David Thewlis). Nel 1997 ha recitato nel ruolo di una prostituta nell'opera teatrale di Frank Wedekind Lulu, diretta dal regista Hans-Peter Cloos.
In seguito è stata nel cast dei film L'immagine del desiderio (1997) di Bigas Luna, Rembrandt (1999) di Charles Matton, E morì con un felafel in mano (2001) di Richard Lowenstein, e altri. Nel 2005 ha debuttato come regista e sceneggiatrice con il cortometraggio in lingua corsa Ti tengu caru. Nel 2006 è stata narratrice del film d'animazione La marcia dei pinguini.

### Vita privata
È legata sentimentalmente all'attore Philippe Rebbot, conosciuto sul set della serie televisiva Nos enfants chéris, dal quale nel 2008 ha avuto una figlia di nome Rose.

## Filmografia parziale

### Attrice
- La bête noire, regia di Patrick Chaput (1983)
- Folie suisse, regia di Christine Lipinska (1985)
- Kamikaze, regia di Didier Grousset (1986)
- Ragazzi, regia di Mama Keïta (1991)
- Notti selvagge (Les nuits fauves), regia di Cyril Collard (1992)
- L'accompagnatrice, regia di Claude Miller (1992)
- Il colonnello Chabert (Le colonel Chabert), regia di Yves Angelo (1993)
- Mina Tannenbaum, regia di Martine Dugowson (1994))
- Cento e una notte (Les cent et une nuits de Simon Cinéma), regia di Agnès Varda (1995)
- Poeti dall'inferno (Total Eclipse), regia di Agnieszka Holland (1995)
- L'appartamento (L'Appartement), regia di Gilles Mimouni (1996)
- L'immagine del desiderio (La camarera del Titanic), regia di Bigas Luna (1997)
- Qualcosa di organico (1998)
- Vigo, passione per la vita, regia di Julien Temple (1998)
- Portraits Chinois ,regia di Martine Dugowson (1999)
- Rembrandt, regia di Charles Matton (1999)
- Anna en corse - film TV (1999)
- Il re è vivo (The King Is Alive), regia di Kristian Levring (2000)
- Deux femmes à Paris - film TV (2000)
- E morì con un felafel in mano ( He Died with a Felafel in His Hand), regia di Richard Lowenstein (2001)
- Pollicino (2001)
- Nos enfants chéris, regia di Benoît Cohen (2003)
- L'éclereur, regia di Djibril Glissant (2004)
- Lili et le baobab, regia di Chantal Richard (2006)
- Nos enfants chéris - serie TV, 6 episodi (2007-2008)
- Blanche, regia di Eric Griffon du Bellay - cortometraggio (2008)
- Le Bal des actrices, regia di Maiwenn (2009)
- Blanche Maupas, regia di Patrick Chamain - film TV (2009)
- Aimé de son concierge - film TV (2010)
- Vic+Flo ont vu un ours, regia di Denis Cote' (2013)
- L'amour flou - Come separarsi e restare amici, regia di Romane Bohringer, Philippe Rebbot (2018)
- Una sirena a Parigi (Une sirène à Paris), regia di Mathias Malzieu (2020)
- Il coraggio di Blanche (L'Amour et les Forêts), regia di Valérie Donzelli (2023)

### Doppiatrice
- La marcia dei pinguini (2006)

### Regista
- Ti tengu caru - cortometraggio (2005)

### Sceneggiatrice
- Ti tengu caru (2005)

### Costumista
- Le pornographe (2001)

## Teatro (lista parziale)

### Attrice
- 1991: La tempesta di William Shakespeare, regia di Peter Brook
- 1994: Il misantropo di Molière, regia di Hans-Peter Cloos
- 1995: Romeo e Giulietta di William Shakespeare, regia di Peter Brook
- 1997: Lulu di Frank Wedekind, regia di Hans-Peter Cloos
- 2003: L'anima buona di Sezuan di Bertolt Brecht, regia di Irina Brook

### Regista
- 2001:  Les Sept jours de Simon di Carole Fréchette

## Discografia
- 1996: D'une rive à l'autre (singolo, con Jacno)
- 2009: Mille et une femmes, per il film  Le Bal des actrices

## Premi e riconoscimenti
- 1992 Premio Beauregard per il film Notti selvagge.
- 1992: Premio come miglior attrice al Festival di Béziers per il film L'accompagnatrice
- 1993 Premio César come miglior promessa femminile per il film Notti selvagge.

## Doppiatrici italiane
Nelle versioni in lingua italiana dei suoi film, Romane Bohringer è stata doppiata da:
- Claudia Catani in L'accompagnatrice, Poeti dall'inferno
- Rossella Acerbo in Notti selvagge
- Laura Lenghi in L'appartamento
- Claudia Razzi in L'immagine del desiderio
- Francesca Guadagno in Il re è vivo
- Anna Cugini in Il coraggio di Blanche